# Svatý Korbinián
Svatý Korbinián (670-680 Chartres – 8. září 725 Freising) byl poustevník, misionář a první biskup ve Freisingu. Katolickou a pravoslavnou církví je uctíván jako světec.

## Život
Korbinián pocházel z keltské rodiny z Francie. Již od mládí se vydal na cestu duchovního života. V roce 701 se uchýlil do samoty jako poustevník.
Roku 710 vykonal pouť do Říma, kde jej papež Konstantin přemluvil, aby se začal věnovat misijní činnosti. Korbinián souhlasil, byl vysvěcen na biskupa a začal konat misie. Nějaký čas působil na dvoře Karla Martela. Kolem roku 720 vedly kroky jeho misijní činnosti z bavorského Freisingu na slovanská území, kde v rámci slovanské misie prováděl křesťanskou osvětu.
Misijně působil také v Tyrolsku a po čase se vydal opět do Říma. Zde žádal papeže sv. Řehoře II., aby jej zbavil úřadu a povolil mu odchod do kláštera, ten však jeho žádosti nevyhověl. Korbinián pak působil v Tyrolích až do své smrti v roce 725.